# Герб Владиславівки
Герб Владиславівки — офіційний символ села Владиславівка (Кіровського району АРК), затверджений рішенням Владиславівської сільської ради від 12 грудня 2008 року.

## Опис герба
У щиті перекинута тонка срібно-чорна балка; у верхньому синьому полі золоте гроно винограду з листочками над золотим сонцем, що сходить; у нижньому червоному полі покладені навхрест два золоті колоски.